# Eupithecia tenuata
Eupithecia tenuata är en fjärilsart som beskrevs av George Duryea Hulst 1880. Eupithecia tenuata ingår i släktet Eupithecia och familjen mätare. Inga underarter finns listade i Catalogue of Life.